# 莱扁蝇虎
莱扁蝇虎（学名：Menemetus legendrei）为跳蛛科扁蝇虎属的动物。在中国大陆，分布于云南等地。该物种的模式产地在云南。